# San Paolo Eremita (Ribera)
San Paolo Eremita è un dipinto a olio su tela di Jusepe de Ribera detto "Spagnoletto". È conservato presso la Galleria Regionale del Palazzo Abatellis di Palermo. Proviene da Napoli in qualità di dono del re Ferdinando II delle Due Sicilie. Raffigura Paolo eremita.